# Arne Skouen
Arne Skouen est un réalisateur et écrivain norvégien né le 18 octobre 1913 à Oslo et mort le 24 mai 2003 à Bærum, dans le comté d'Akershus, qui se trouve dans la banlieue d'Oslo.

## Biographie
Arne Skouen a grandi dans un quartier populaire de l'est d'Oslo. En 1932, un an avant de passer son baccalauréat, il publie un premier roman Gymnasiast (Lycéen). À la même époque, il s'engage dans la marine marchande et écrit des chroniques de voyage pour le quotidien Morgenposten. Ce qui lui permet, par la suite, d'être embauché comme stagiaire et de devenir journaliste sportif au Dagbladet. Parallèlement à cette activité, il confirme ses talents d'écrivain grâce à deux romans : J'ai dix-sept ans et je suis marin (Jeg er sjøman og sytten år) en 1935 et Ruth aurait dû me voir faire çà (Na skulle Ruth sett meg) en 1937. En 1939, il découvre le cinéma à travers un film de Marcel Carné, Le Jour se lève, qui l'impressionne durablement. Il fait également ses débuts de dramaturge avec la pièce Face à face (Ansikt til ansikt). En 1941, la comédie Les Enfants du soleil (Barn av solen) lui vaut un immense succès national. Mais, l'interdiction officielle de Porté en triomphe (Gullstolten), pièce allégorique sur l'Occupation de la Norvège, le contraint à l'exil en 1943. Installé à Stockholm, il y fait la connaissance d'Ingmar Bergman et de Mai Zetterling. Agent d'information pour la Résistance norvégienne sous le pseudonyme de Bjorn Stallare, Arne Skouen mène une double vie : il écrit des scénarios et participe à des tournages de documentaires comme assistant réalisateur. Envoyé en mission en Grande-Bretagne puis aux États-Unis, il y poursuivra son apprentissage du métier de cinéaste. Après la Guerre, il publie deux nouveaux romans : La Fête au port des galets (Fest i port des galets, 1947) et Les Voyous (Gategutter, 1948). Un an plus tard, il inaugure sa carrière de réalisateur en adaptant cette œuvre à l'écran avec la collaboration d'Ulf Greber. Le thème de la Seconde Guerre mondiale lui inspirera Atterrissage forcé (Nødlanding) en 1952 et Le Rescapé (Ni Liv) en 1957, film à caractère autobiographique qui évoque l'évasion d'un résistant vers la Suède en 1943. Arne Skouen est considéré comme l'une des grandes figures du cinéma norvégien.

## Œuvres littéraires

### Roman
- Gymnasiast (Lycéen), 1932.
- Jeg er sjøman og sytten år (J'ai dix-sept ans et je suis marin), 1935.
- Na skulle Ruth sett meg (Ruth aurait dû me voir faire çà), 1937.
- Fest i port des galets (La Fête au port des galets), 1947, première de ses œuvres traduite en français et publiée en 1949 par Le Livre du jour sous le titre Carré des soutiers.
- Gategutter (Les Voyous), 1948, dont il a tiré son premier film.

### Théâtre
- Ansikt til ansikt (Face à face).
- Barn av solen (Les Enfants du soleil), 1941.

## Filmographie
- 1949 : Les Voyous (Gategutter)
- 1952 : Atterrissage forcé (Nødlanding)
- 1954 : Le Cirque Fandango (Cirkus Fandango)
- 1955 : La Flamme (Det brenner i natt!)
- 1955 : Les Enfants du soleil (Barn av solen)
- 1957 : Le Rescapé (Ni Liv)
- 1958 : Le Retour du pasteur Jarman (Pastor Jarman kommer hjem)
- 1959 : Herren og hans tjenere (Le Seigneur et ses serviteurs)
- 1960 : Encerclé (Omringet)
- 1961 : L'Autobus (Bussen)
- 1962 : Piste froide (Kalde Spor)
- 1963 : À propos de Tilla (Om Tilla)
- 1964 : Papa décroche la médaille d'or (Papa tar gull)
- 1965 : Les Gardes (Vaktpostene)
- 1966 : Le Voyage à la mer (Reisen Til Havet)
- 1967 : Apprentis musiciens (Musikanter)
- 1969 : An-Magritt